# One Shot Christmas
Le migliori canzoni di Natale riunite in questo album della collana One Shot dalla Universal Music.

## One Shot Christmas
| Traccia | Artista                                     | Titolo                                | Durata |
| ------- | ------------------------------------------- | ------------------------------------- | ------ |
| 1       | Queen                                       | Thank God It's Christmas              | 4.22   |
| 2       | ABBA                                        | Happy New Year                        | 4.24   |
| 3       | Band Aid                                    | Do They Know It's Christmas?          | 3.43   |
| 4       | Paul McCartney                              | Wonderful Christmastime               | 4.17   |
| 5       | Whitney Houston with The Georgia Mass Choir | Joy to the World                      | 4.42   |
| 6       | Christina Aguilera                          | The Christmas Song                    | 4.25   |
| 7       | Rufus Wainwright                            | Hallelujah                            | 4.54   |
| 8       | Diana Krall                                 | Jingle Bells                          | 2.13   |
| 9       | Bryan Adams                                 | Merry Christmas                       | 4.08   |
| 10      | Elton John                                  | Step Into Christmas                   | 4.33   |
| 11      | Cyndi Lauper                                | Feels Like Christmas                  | 4.36   |
| 12      | Joe Nichols                                 | Winter Wonderland                     | 2.18   |
| 13      | Luther Vandross                             | Every Year, Every Christmas           | 5.07   |
| 14      | James Brown                                 | Merry Christmas Baby                  | 3.54   |
| 15      | Kurtis Blow                                 | Christmas Rappin'                     | 3.58   |
| 16      | Slade                                       | Merry Xmas Everybody                  | 3.44   |
| 17      | The Pussycat Dolls                          | Santa Bady                            | 3.01   |
| 18      | Jessica Simpson                             | Let It Snow, Let It Snow, Let It Snow | 2.01   |
| 19      | Britney Spears                              | My Only Wish (This Year)              | 4.16   |
| 20      | Lady Gaga feat. Space Cowboy                | Christmas Tree                        | 2.23   |